# Madame Mélanie Soupert
'Madame Mélanie Soupert' est un cultivar de rosier obtenu en France par le rosiériste lyonnais Joseph Pernet-Ducher en 1905,. Il doit son nom à l'épouse du rosiériste luxembourgeois Alphonse Soupert, ménage ami de Pernet-Ducher.

## Description
Cet hybride de thé se présente sous la forme d'un arbuste érigé au feuillage vert foncé atteignant 120 cm. Ses fleurs sont de couleur crème à jaune saumoné avec des nuances rose carmin et abricot. Elles sont très grandes, semi-doubles à doubles en forme de coupe et fleurissent en petits bouquets de juin à octobre. Elles sont légèrement parfumées.
Sa zone de rusticité est de 6b à 9b, il est donc résistant aux hivers froids.
Ce cultivar a été perdu en Europe au milieu du XXe siècle, mais il a été retrouvé au Japon et réintroduit d'abord au Luxembourg en 2007, puis ailleurs. Aujourd'hui son coloris délicat est prisé par les amateurs de roses historiques et 'Madame Mélanie Soupert' figure de nouveau dans plusieurs catalogues européens, australiens et américains.
Aujourd'hui on peut l'admirer au Gaard um Titzebierg, jardin ouvert au public à Titzebierg, au Luxembourg.

## Descendance
'Madame Mélanie Soupert' a donné naissance à plusieurs hybrides dont
- 'Rayon d'Or' (Pernet-Ducher, 1910) par croisement avec 'Soleil d'Or' (Pernet-Ducher, 1900)
- 'Sunburst' (Pernet-Ducher, 1911) par croisement avec 'Le Progrès'
- Un sport grimpant découvert par J. Burrell & Co en 1914, 'Madame Mélanie Soupert Climbing'.
- 'Golden Emblem' (McGredy, 1916) par croisement avec 'Constance' (Pernet-Ducher, 1915)
- 'Cilly Michel' (Felberg-Leclerc, 1928) par croisement avec 'Feldbergs Rosa Druschki'